# Balcic (cépage)
Pour la ville bulgare, voir Baltchik.
Le Balcic est un cépage roumain dont le nom provient de la région de Balcic en Dobroudja du sud, roumaine de 1913 à 1916 et de 1918 à 1940 (aujourd'hui en Bulgarie). Ce cépage est présent dans les environs de Medgidia. 